# اونوماریس
اونوماریس یک ملکه حاکم سلت بود. وی در مجموعه‌ای ناشناس از داستان‌های یونانی که در لاتین با عنوان «گفتاری دربارهٔ زنان نامدار جنگ» شناخته می‌شود، توصیف شده است. او اولین زن سلتی است که نامش در منابع کلاسیک ذکر شده است.
بر اساس این منبع، مردم او که از کمبود منابع رنج می‌بردند و نیاز به ترک سرزمینشان داشتند، پیشنهاد دادند از هر کسی که رهبری آنان را بر عهده گیرد، پیروی کنند. وقتی هیچ مردی این مسئولیت را قبول نکرد، اونوماریس منابعشان را گرد هم آورد و مهاجرت به جنوب شرقی اروپا را رهبری کرد. اونوماریس از ایستر عبور کرد و پس از شکست دادن ساکنان محلی در جنگ، بر آن سرزمین حکومت کرد. برآورد می‌شود که او حدود قرن چهارم پیش از میلاد زندگی می‌کرده است. او برای دستاوردهایش مورد احترام گالاتیان‌ها قرار گرفت. با این حال، شرایط تاریخی زندگی او ناشناخته است، بنابراین مشخص نیست که او یک شخصیت واقعی بوده یا افسانه‌ای.

## نام
نام اونوماریس به نظر می‌رسد واژه‌ای یونانی باشد، اما به نظر می‌رسد ترکیبی باشد که بخش دوم آن «-ماریس» از یک ریشه سلتی مشتق شده است که به معنای «بزرگ» است. همچنین ممکن است به معنای «درخت زبان گنجشک کوهی» باشد، یا شاید «مانند یک زبان گنجشک کوهی بزرگ یا درخت سرو کوهی» باشد.
همچنین گمان می‌شود که بخش اون یا اونو در نام او به معنای «رودخانه» باشد که با داستان عبور او از رودخانه همخوانی دارد. در ریشه‌شناسی دیگر، این نام ممکن است از جزء «-ریس» مشتق شده باشد که می‌تواند با «-ریکس» به معنای «پادشاه» مرتبط باشد.